# Žukovskij rajon (Oblast' di Brjansk)
Il Žukovskij rajon (in russo Жуковский район?) è un rajon dell'Oblast' di Brjansk, nella Russia europea; il capoluogo è Žukovka.